# Raspalia
Raspalia es un género  de plantas  perteneciente a la familia Bruniaceae.  Comprende 24 especies descritas y de estas, solo 7 aceptadas.

## Taxonomía
El género fue descrito por Adolphe Theodore Brongniart y publicado en Annales des Sciences Naturelles (Paris) 8: 377. 1826. La especie tipo es: Raspalia microphylla (Thunb.) Brongn.	

## Especies aceptadas
A continuación se brinda un listado de las especies del género Raspalia aceptadas hasta octubre de 2013, ordenadas alfabéticamente. Para cada una se indica el nombre binomial seguido del autor, abreviado según las convenciones y usos.
- Raspalia dregeana Nied.
- Raspalia globosa (Lam.) Pillans
- Raspalia microphylla (Thunb.) Brongn.
- Raspalia phylicoides Arn.
- Raspalia sacculata (Bolus ex Kirchn.) Pillans
- Raspalia staavioides Pillans
- Raspalia virgata Pillans